# Halichondria diversispiculata
Halichondria diversispiculata är en svampdjursart som beskrevs av Burton 1930. Enligt Catalogue of Life ingår Halichondria diversispiculata i släktet Halichondria och familjen Halichondriidae, men enligt Dyntaxa är tillhörigheten istället släktet Halichondria och familjen Halichondridae.
Artens utbredningsområde är Norge. Arten är reproducerande i Sverige. Inga underarter finns listade i Catalogue of Life.